# キア・プライド
プライド（Pride）は、韓国の起亜自動車が生産するサブコンパクトカーである。第1世代は初代フェスティバの現地生産車であり、第2世代は2代目リオの韓国仕様車、第3世代は2代目のフルモデルチェンジ版である。

## 歴史

### 世代間の繋がり
同じ名称を冠しているが、第1世代の生産終了と第2世代の登場まで数年のギャップがある上に、以下のことから歴史的に第2世代が直接第1世代とつながっているとは言い難い面がある。
- 第2世代はリオの韓国仕様車である。
  - 初代リオは韓国国内でもリオの名称で発売されていた。
- そもそもリオ自体がアヴェラ（2代目フェスティバ現地生産車）の後継という位置づけである。
  - アヴェラ生産終了時期と初代リオ生産開始時期が重なる。
  - そのアヴェラは第1世代プライドとは別個の車種として設定、併売された。

また、過去の車種の名前がサブネームなしで利用されるのは韓国車ではあまり見られないケースである。サブネームが公式には存在しない場合でさえ何らかの通称が生まれる（「グレンジャーTG」「NFソナタ」「アバンテHD」など、型式を基にしたパターンと、頭に「ニュー」を付けるパターンがある）のが常であり、第2世代プライドも「ニュー・プライド」と呼ばれることがままある。

### 第1世代（＝フェスティバ）
3ドア/5ドアハッチバック・5ドアワゴン・4ドアセダン（プライドベータ）があり、5ドアハッチバックと4ドアセダンは日本にも左ハンドルのまま輸出され、それぞれ「フェスティバ5」と「フェスティバβ」としてオートラマより販売された。
なお、「起亜製のフェスティバ」ということに関して言えば2代目ベースのアヴェラもあるが、これはプライドとは別個の車種として設定されていた。

### 第3世代（UB型、2011年- ）
2011年のジュネーブショーでコンセプトモデルが初披露され、同年4月のソウルモーターショーにおいて開発コードの「UB」での出展を経て、同年9月28日発表・発売された。ヒュンダイ・アクセント/アクセントウィット（RB型）とはプラットフォーム、ガソリンエンジン（1.4L、1.6L・GDi）を共用する関係にある。全車にSRSサイドエアバッグ＆カーテンエアバッグ、後席中央3点式シートベルトを装備することで安全性を高めた。
第2世代の韓国国外仕様では「リオ」を名乗っていたが、この世代でも国内仕様は引き続き「プライド」として発売。また、イメージキャラクターには歌手グループのKARAを採用しているが、その理由は「新型プライドとKARAはそれぞれのジャンルが各地で最高のものと認められ、ともに韓国内でのカムバックに対する期待が高いから」である。
中国市場においては若干のエクステリアの手直しが施された上で「キア・K2」の名で販売される。

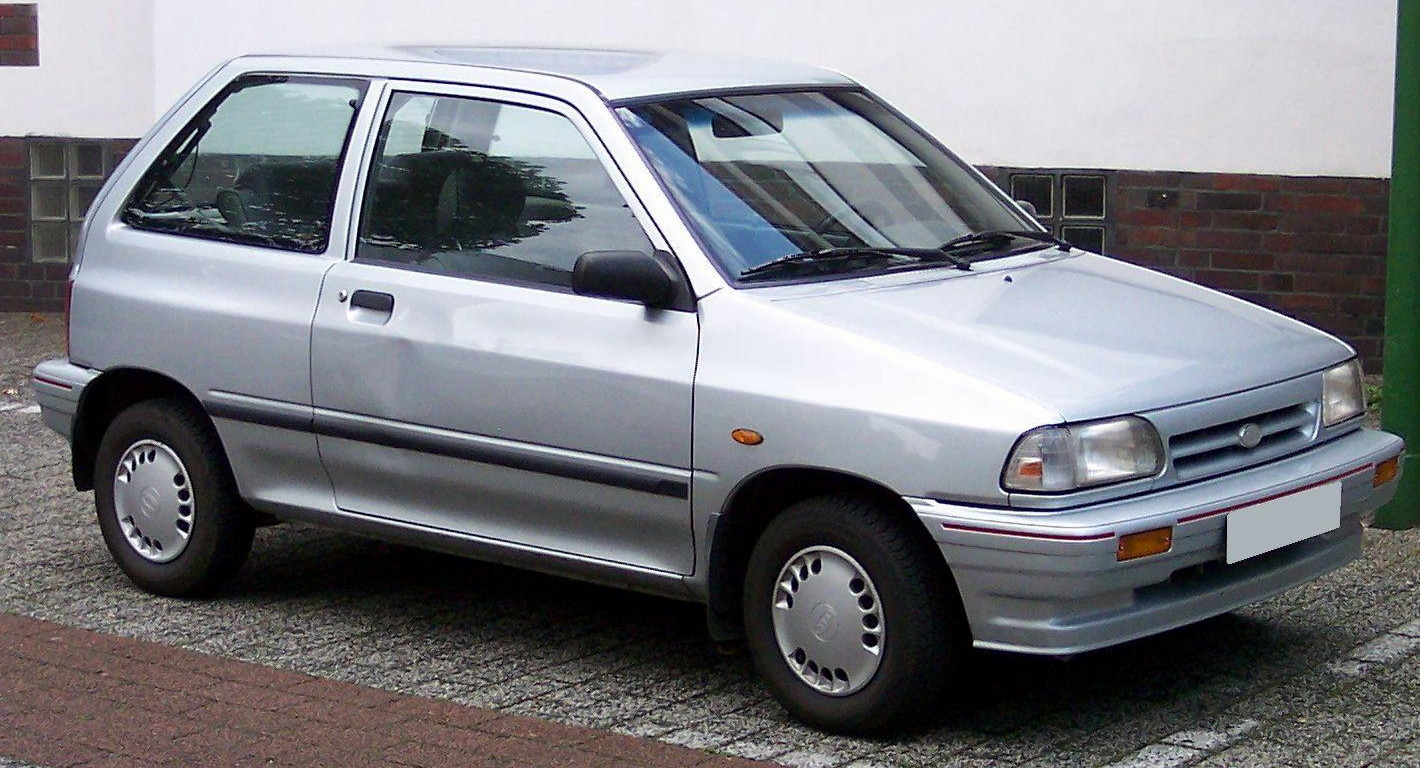
キア・プライド(第1世代)
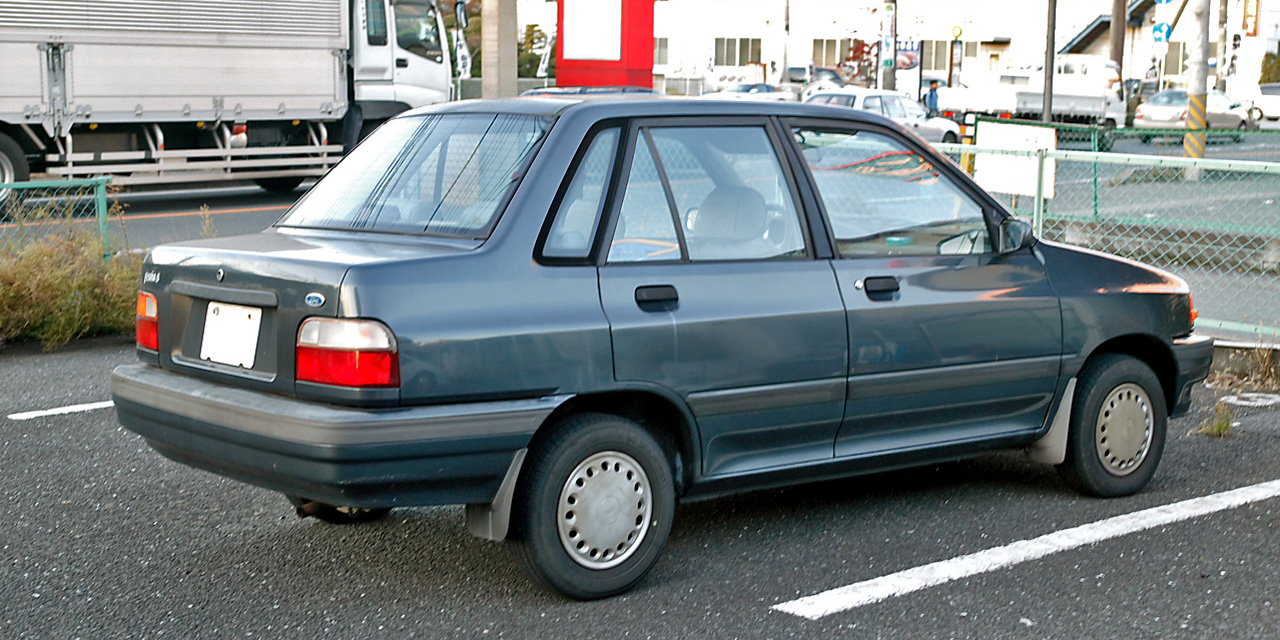
フェスティバβ
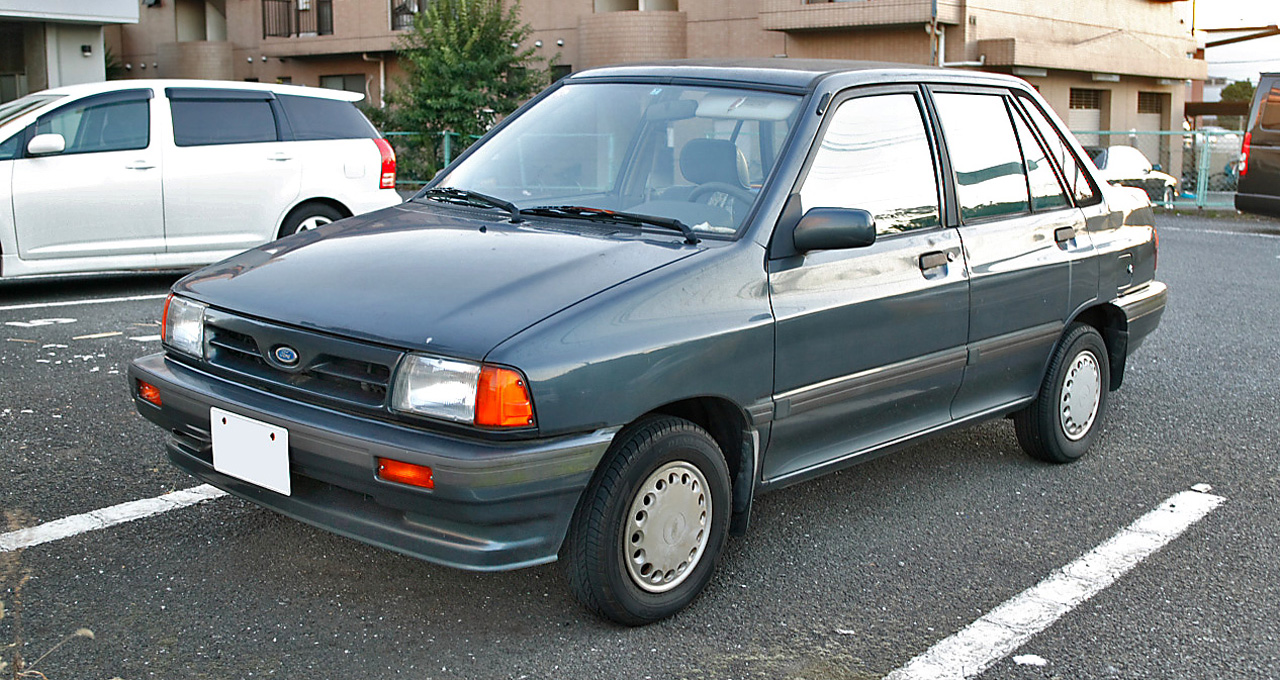
フェスティバβ
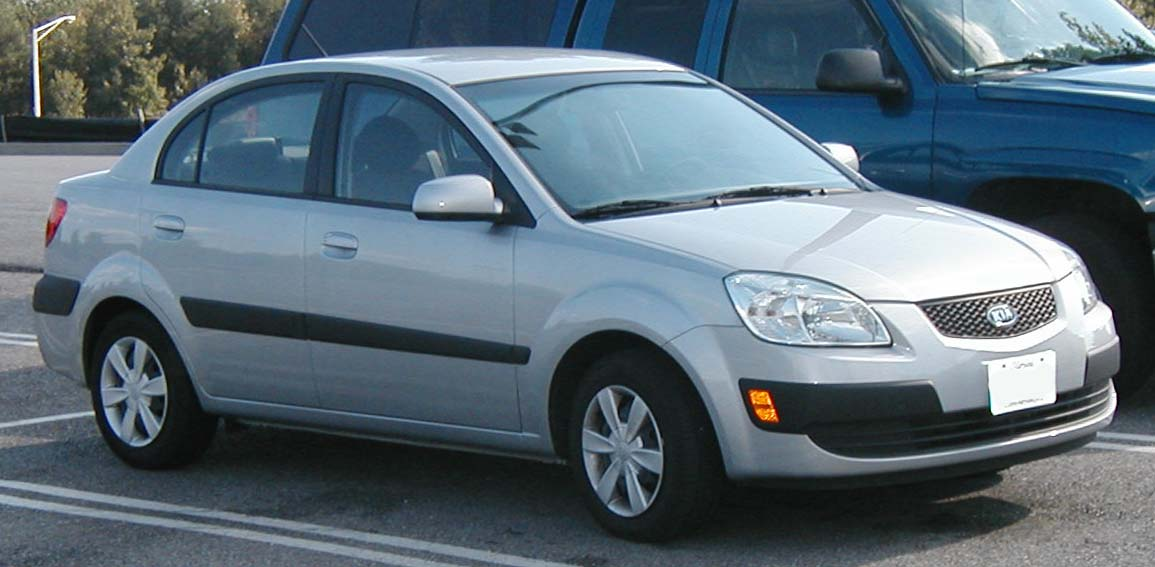
2代目リオ
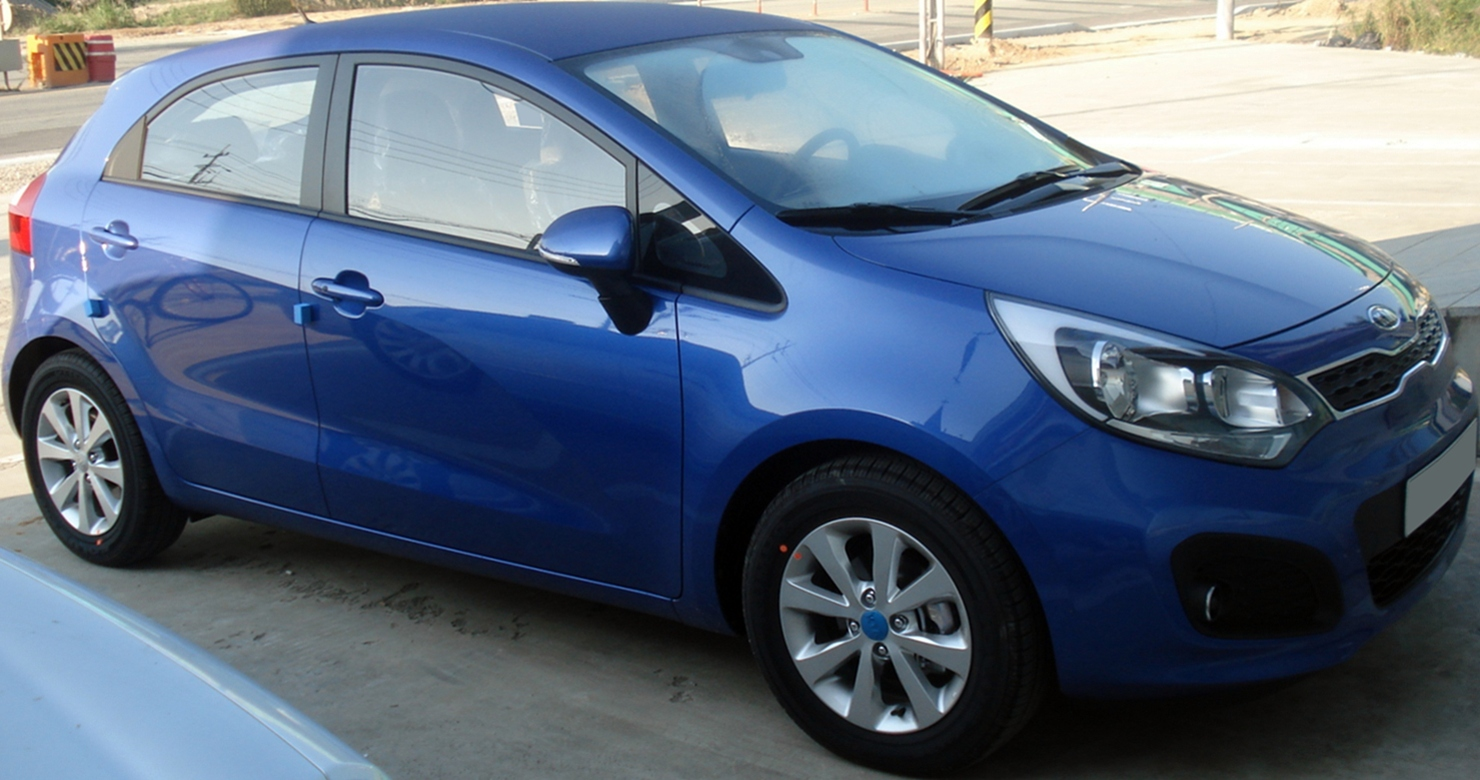
キア・プライド　HB(第3世代)　フロント
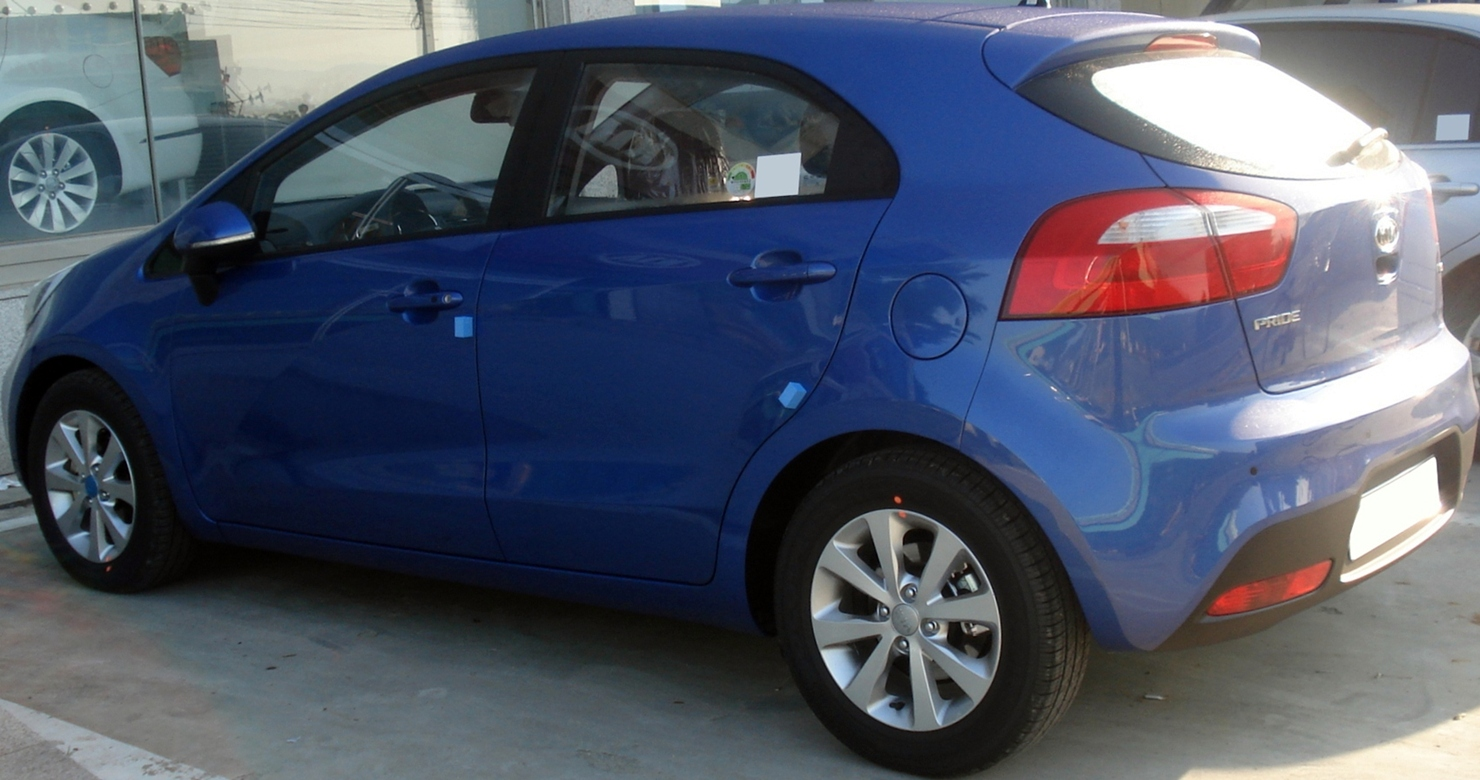
キア・プライド　HB(第3世代)　リヤ